# Disogmus quinquedentatus
Disogmus quinquedentatus is een vliesvleugelig insect uit de familie van de Proctotrupidae. De wetenschappelijke naam van de soort is voor het eerst geldig gepubliceerd in 1998 door Buhl.